# جنگل هویا
جنگل هویا (به لاتین: Hoia Forest) یک جنگل در رومانی است که در کلوژ-نپوکا واقع شده‌است.